# Stockerbachviadukt
Das Stockerbachviadukt ist eine eingleisige Eisenbahnbrücke auf der Bahnstrecke Eutingen im Gäu–Schiltach bei Freudenstadt-Grüntal.

## Beschreibung
Das Viadukt ist eine stählerne Kastenträgerbrücke mit oben liegender Fahrbahn. Das Bauwerk ist 296 m lang und 43 m hoch. Die Brücke besteht aus vier Pfeilern, die bereits für doppelgleisigen Ausbau ausgelegt sind, und fünf geschweißten Kastenträgern. Die Stützweiten zwischen den Pfeilern betragen 50 m – drei x 60 m  – 50 m. Nur rund einen Kilometer östlich befindet sich auf derselben Eisenbahnstrecke das weitgehend baugleiche Kübelbachviadukt.
Die Brücke wurde 1877–1879 gebaut. 1945 gegen Ende des Zweiten Weltkriegs wurde die Brücke von der deutschen Wehrmacht durch Sprengung von zwei Pfeilern zerstört. Bis 1949 konnte die Brücke durch Errichtung von zwei Fachwerkpfeilern wieder provisorisch instand gesetzt werden. Später wurden die ursprünglichen Fachwerkträger jedoch durch Stahlkästen und die zwei zerstörten Mauerwerkpfeiler durch Betonpfeiler ersetzt.